# 黃渙 (紹興進士)
黄涣（?—1210年），又名元，字有吉。琴江都中镇约（今敬梓中联）。 
黄海龙之长子。南宋绍兴二十七年丁丑（1157年）進士，授按察司佥事，官兵部参军迪功郎，同僚称之“雄才大略，鼎足义士”。宋宁宗时，任诸暨县丞摄令事，当时官府没有经费，“以告身质富民，得三十万，藉以流通”。嘉定三年（1210年）卒于官，御葬京师。